# Cinara oxycedri
Cinara oxycedri är en insektsart som beskrevs av Binazzi 1996. Cinara oxycedri ingår i släktet Cinara och familjen långrörsbladlöss. Inga underarter finns listade i Catalogue of Life.